# Riviera Maya

de locatie van de Riviera Maya

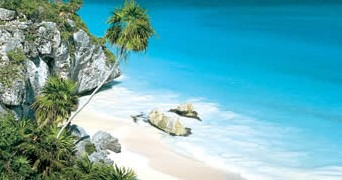
Riviera Maya, Mexico.

De Riviera Maya is een toeristisch gebied langs de Caraïbische kust van de deelstaat Quintana Roo in Mexico.
Het is niet alleen bekend vanwege zijn witte stranden maar ook doordat er veel Maya-bouwwerken in de buurt te vinden zijn. De bekendste daarvan is Tulum. De bekendste badplaats is Playa del Carmen.
Voor buitenlandse toeristen is de Internationale Luchthaven van Cancun een belangrijk start- en eindpunt.